# Milutin Ivković
Milutin Ivković, (nell'alfabeto cirillico serbo Mилутин Ивкoвић) (Belgrado, 1º marzo 1906 – Belgrado, 23 maggio 1943), è stato un calciatore jugoslavo.

## Carriera
Difensore dal fisico possente e dalla fine intelligenza tattica, esordì nel FK Jugoslavija, il club che avrebbe posto le basi alla squadra che oggi conosciamo come Stella Rossa di Belgrado, del quale divenne ben presto una colonna. Passato al più modesto BASK Belgrado, fece parte della spedizione jugoslava ai Mondiali del 1930, dove fu il primo europeo a essere nominato nella squadra del torneo. Delle nazioni del vecchio continente, la Jugoslavia sarà la sola a brillare fermandosi solo in semifinale contro i futuri campioni dell'Uruguay. Ritiratosi dal calcio a nemmeno trent'anni, dopo aver appeso gli scarpini al chiodo eserciterà la professione di medico. In seguito all'invasione nazista della Jugoslavia, Ivković si batté in prima linea per combattere il regime fantoccio di Milan Nedić. Avverso al regime e fondatore, tra l'altro, del giornale Mladost ("Gioventù" in serbo), viene arrestato dal regime il 22 maggio 1943 e giustiziato il mattino seguente.

## Palmarès

### Club

#### Competizioni nazionali
- Campionato jugoslavo: 2

Jugoslavija: 1924, 1925